# Ureli Corelli Hill

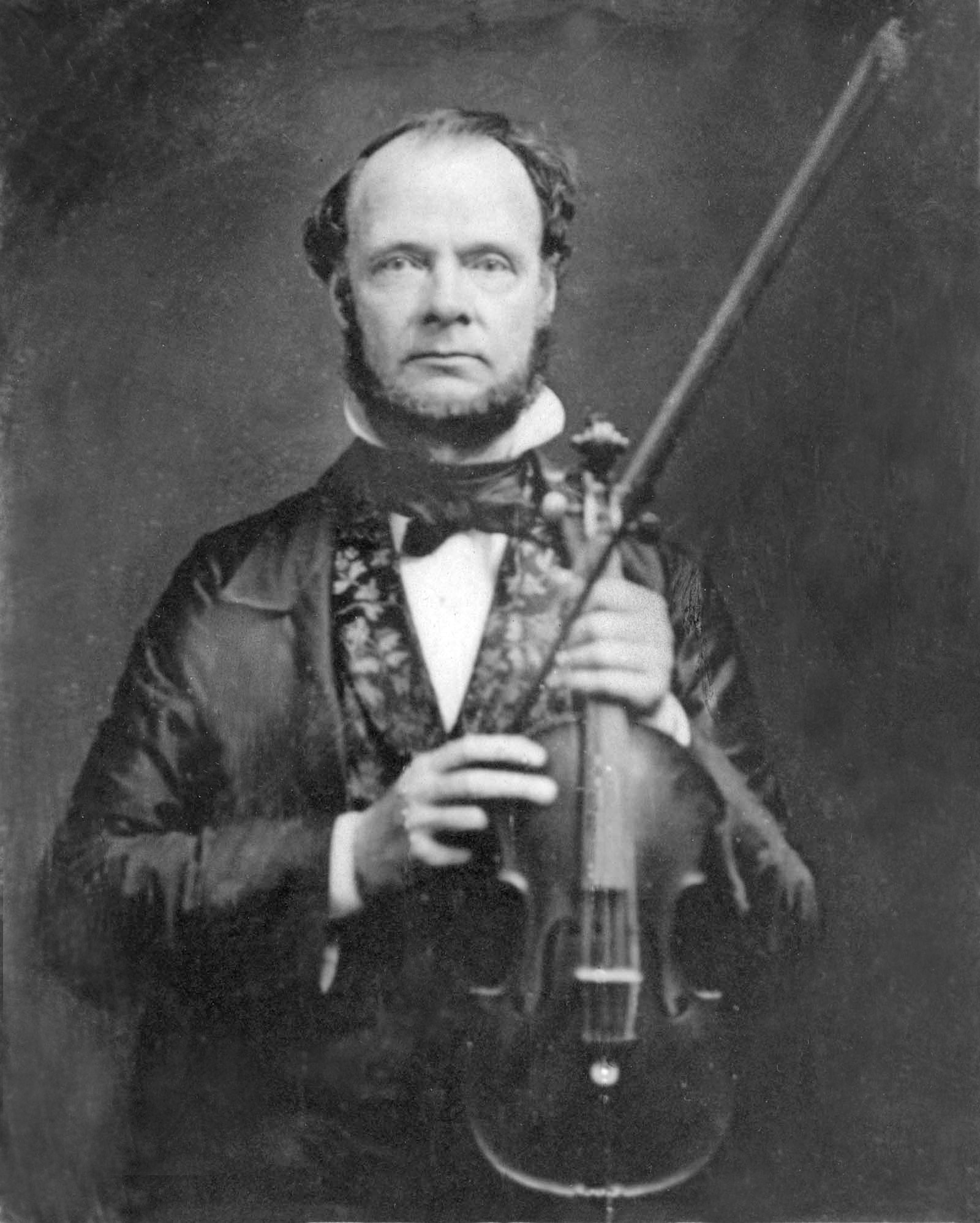
Ureli Corelli Hill

Ureli Corelli Hill (* 1802 in Hartford, Connecticut; † 2. September 1875, Paterson, New Jersey) war ein US-amerikanischer Geiger und Dirigent. Er war der erste Präsident und Chefdirigent der New Yorker Philharmoniker.

## Leben
Hills Vater, Uri Keeler Hill, war Musiklehrer und Komponist. Ureli Corelli Hill wirkte zwischen 1828 und 1835 als Dirigent und Geiger bei der New Yorker Sacred Music Society. 1838 leitete er die amerikanische Erstaufführung von Mendelssohns Kantate St. Paul. Er studierte zwei Jahre in Deutschland bei dem Komponisten, Dirigenten und Geiger Louis Spohr.
Nach seiner Rückkehr nach New York organisierte Hill am 2. April 1842 das Treffen, bei dem die New York Philharmonic Society gegründet wurde. Bei dem Treffen wurde Hill zum ersten Präsidenten der Gesellschaft ernannt. Hill eröffnete das Antrittskonzert der Gesellschaft am 7. Dezember 1842 mit Beethovens Fünfter Symphonie. Bis 1849 leitete er die New York Philharmonic Society zusammen mit Henry Christian Timm, Denis Etienne, William Alpers, George Loder, Louis Wiegers und Alfred Boucher.
Hill lebte einige Zeit in Ohio, kehrte jedoch 1850 nach New York zurück und wurde als Geiger und Vorstandsmitglied der New York Philharmonic Society verpflichtet. In seiner Eigenschaft als Vorstandsmitglied wurde er in die Kontroverse über das Wesen der amerikanischen Musik und die Rolle des Orchesters verwickelt, um amerikanische Komponisten wie George Bristow und William Henry Fry zu fördern.
Hill scheiterte bei einer Reihe seiner künstlerischen und geschäftlichen Unternehmungen. Er erfand u. a. ein Klavier, das sich nicht verstimmen sollte, konnte dessen Vermarktung jedoch nicht umsetzen. Er tätigte auch Fehlinvestitionen in Immobilien in New Jersey. Diese Schwierigkeiten, verbunden mit seinem aufgrund seines Alters erzwungenen Rücktritt als Geiger der Philharmoniker, sollen dazu beigetragen haben, dass er sich am 2. September 1875 in seinem Haus in Paterson, New Jersey, das Leben nahm.